# Colpocephalum californici
Colpocephalum californici is een uitgestorven soort uit de familie van de vogelluizen (Menoponidae) die parasiteerde op de Californische condor. Deze luis stierf uit tijdens het ontluizen van zijn gastheer als onderdeel van een beschermingsprogramma. Roger D. Price en James R. Beer beschreven deze soort aan de hand van negen exemplaren die voor het ontluizen gevonden werden.